# Caron Bernstein
Caron Bernstein (n. 16 august 1970, Johannesburg, Africa de Sud) este un fotomodel, o actriță și o cântăreață americană originară din Africa de Sud.

## Carieră
Bernstein a început cariera ca și cântăreață, se mută la New York, unde va fi descoperită de fotograful Patsy Dunn. Prin fotografiile de probă, va fi recomandată unei agenții de modă. La agenția Ford Models, va deveni cea ce a visat deja în copilărie, un fotomodel apreciat. Ea avea însă țelul de a deveni cântăreață. Lucru ce prin albumul muzical întocmit n-o săi reușească. În schimb a jucat cu succes diferite roluri în filme și seriale.

## Viața privată
Caron Bernstein a fost căsătorită până la data de 29 octombrie 1999 cu muzicianul german Richard Kruspe von Rammstein, când vor divorța.

## Filmografie
- Indiscretion (101) (2005) - Kristin
- Operation Midnight Climax (film)|Operation Midnight Climax (2002) - Kali 'Bondgirl' Bond
- Red Shoe Diaries 18: The Game (2000) (V) - Lily (segment: "The Game")
- Business for Pleasure (1997) - Isabel
- Who's the Man? (1993) - Kelly
- Waxwork II: Lost in Time (1992) - The Master's Girl

## Televiziune
- "Red Shoe Diaries" - Art of Lonelienss (1996) (TV Episode) - Frances
- "Red Shoe Diaries" - The Game (1994) (TV Episode) - Lily